# Ophiomastix janualis
Ophiomastix janualis is een slangster uit de familie Ophiocomidae.
De wetenschappelijke naam van de soort werd in 1871 gepubliceerd door Theodore Lyman.